# Kai Erik Herlovsen
Kai Erik Herlovsen (Fredrikstad, 25 settembre 1959) è un ex calciatore norvegese, di ruolo difensore.
La figlia Isabell è membro della Nazionale femminile norvegese, con la quale ha disputato la Coppa del Mondo per donne 2011.

## Caratteristiche tecniche
Ricopriva il ruolo di difensore centrale o centrocampista difensivo.

## Carriera

### Giocatore
Iniziò e chiuse la carriera nel Fredrikstad, con cui trascorse parecchie stagioni inframmezzate da sette anni passati nelle file del Borussia Mönchengladbach.
Con la sua Nazionale ottenne 34 presenze, prendendo parte ai Giochi olimpici del 1984.

### Allenatore
Nel 2001 guidò il Råde, mentre l'anno seguente fu alla guida del Sarpsborg.